# Avant-progressive rock
L'avant-progressive rock (spesso abbreviato in avant-prog) è un sottogenere del rock progressivo nato nel marzo del 1978.

## Il genere
L'avant-prog esplora nuovi territori musicali usando successioni di accordi non convenzionali, frequenti cambi di tempo, soluzioni armoniche all'avanguardia e citazioni dalla musica classica moderna. È una musica sperimentale che, come consuetudine nel progressive, fonde generi diversi come jazz, folk e musica classica. Anche l'improvvisazione gioca un ruolo fondamentale nel genere, suonato solitamente da musicisti colti.
Accade spesso che i complessi avant-prog siano legati all'attivismo di sinistra, lontani dallo spirito epico/romantico del progressive.

## Storia
Nel marzo del 1978 un gruppo di progressive band europee suonò al festival Rock in Opposition, organizzato dall'omonimo movimento: si tratta di un gruppo di musicisti che si oppongono all'industria musicale, fondato lo stesso anno dal complesso inglese Henry Cow. Successivamente per RIO si identificò il genere musicale suonato dalle band che presero parte al festival, che prese il nome, appunto, di avant-progressive rock: un genere che ha continuato a diffondersi e svilupparsi anche una volta concluso il periodo progressive, e ancora oggi vanta numerosi proseliti, molti dei quali pubblicati dall'etichetta Cuneiform Records.

## I gruppi originali
Al "Rock in Opposition festival" presero parte:
- Aksak Maboul
- Art Bears
- Art Zoyd
- Etron Fou Leloublan
- Henry Cow
- Samla Mammas Manna
- Stormy Six
- Univers Zero

## Gruppi italiani
Il gruppo italiano sicuramente più rappresentativo di questo sottogenere del Progressive sono gli Area - International POPular Group